# Radzików-Wieś
Górna Wieś [raˈd͡ʑikuf ˈvjɛɕ] est un village polonais de la gmina de Błonie situé dans le powiat de Varsovie-ouest et dans la voïvodie de Mazovie, dans le centre-est de la Pologne.
Il est situé à environ 8 kilomètres au nord de Błonie, à 12 kilomètres au nord-ouest de Ożarów Mazowiecki (le chef-lieu du district), et à 25 kilomètres à l'ouest de Varsovie.
Le village a une population de 927 en 2006